# Musée d'Art d'avant-garde
Le Musée d'art d'avant-garde (russe : Музе́й иску́сства аванга́рда, abrégé : MAGMA) est une collection privée, sans cesse renouvelée de centaines d'œuvres d'art, dont des peintures de célèbres artistes russes d'origine Juive, des photographies, des chefs-d'œuvre de la sculpture et du design graphique. La collection du MAGMA comprend des œuvres de Valentin Serov, Léon Bakst, Marc Chagall, El Lissitzky, Chaïm Soutine, Modigliani, Erik Boulatov, Ilia Kabakov, etc. Le Musée, basé à Moscou, a été créé en 2001. Le président de MAGMA est Viatcheslav Moshe Kantor.

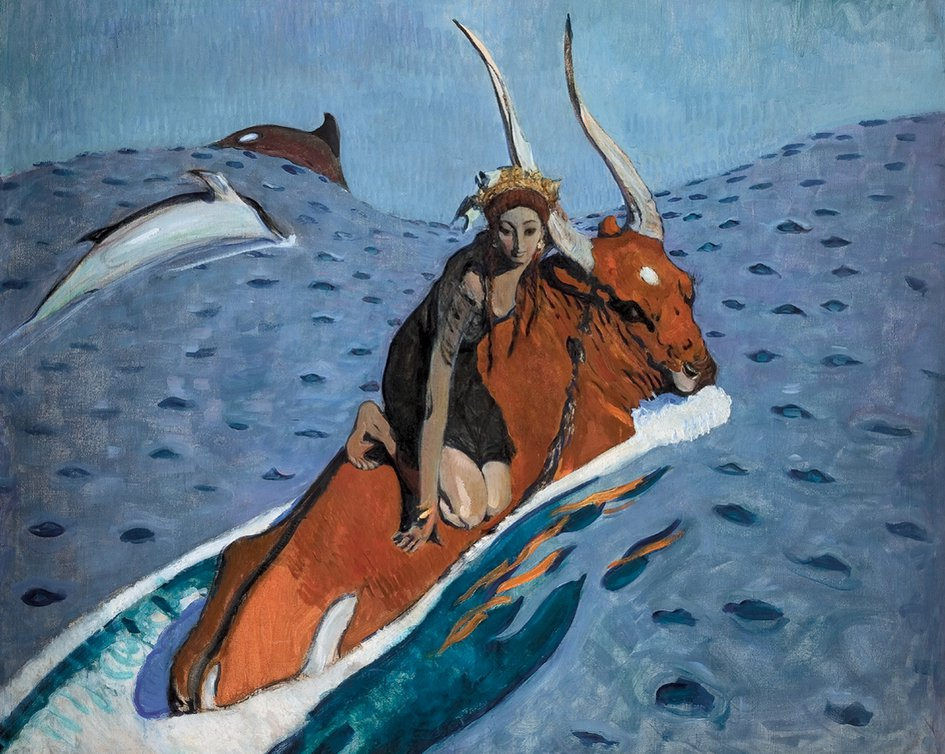
Une des toiles de la collection : L'Enlèvement d'Europe (1910) de Valentin Serov.

La collection comprend des œuvres de célèbres du XXe siècle, des photographes Lev Ivanov, Ivan Shagin et Lev Borodulin (en), ainsi que des chefs-d'œuvre contemporains d'artistes occidentaux, en particulier des photographies d'Helmut Newton.
La mission du musée réside dans la diffusion des idées de tolérance et de réconciliation dans le monde et l'unification de l'humanité pour faire face aux défis posés par le terrorisme, la xénophobie et l'antisémitisme. La collection du MAGMA montre l'importance vitale de la composante culturelle dans la vie moderne et le rôle important que joue l'art dans l'unification de la société. Selon le principal idéologue de MAGMA, Viatcheslav Moshe Kantor : « C'est un environnement de tolérance qui promeut l'art et vice-versa. C'est précisément le message que notre musée envoie à humanité, et je serai heureux si ce message est entendu ».
En juin 2009, la première exposition du MAGMA, appelée « Ma patrie est à l'intérieur de mon âme : art sans frontières » est ouvert dans le Palais des Nations à Genève, en Suisse, qui abrite aujourd'hui l'Office Européen des nations Unies. Ce n'est pas par hasard que le Palais des Nations a été choisie pour accueillir l'exposition, puisque c'est la citadelle de la diplomatie, de la sécurité et de la tolérance, qui a abrité deux grandes organisations internationales.
L'exposition a bénéficié d'une large couverture Européenne et des médias russes.
La seconde exposition du MAGMA, appelée « Ma patrie est à l'Intérieur de mon âme », a pris place au Musée des Beaux-Arts Pouchkine, à Moscou de décembre 2013 jusqu'en février 2014.

## Médias sur l'exposition MAGMA
1. (en) Le Milliardaire Russe Kantor Révèle Chagall, Rothko, De Peintures, De Bloomberg, Le 11 Juin 2009.
2. (en) L'art juif exposition se joint à la lutte contre le racisme, Ynetnews.com 14 juin 2009.
3. Les trésors d'un oligarque russe sortis de l'ombre, Le Monde, 14 juin 2009.